# Abrunheira (São Pedro de Penaferrim)
Abrunheira designa uma aldeia da antiga freguesia de São Pedro de Penaferrim, Município de Sintra (Portugal) adjacente aos lugares do Linhó e da Beloura. A povoação, que remonta pelo menos ao século XVIII, se bem que hoje bastante descaracterizada pela implantação de estruturas industrais, conserva curiosos vestígios como um fontanário datado de 1781, reinado de D. Maria I, e um forno de cal, dos diversos que existiam na área.
Abrunheira era, em 1747, uma aldeia da freguesia de São Pedro de Penaferrim, termo da vila de Sintra. No secular estava subordinada à Comarca de Alenquer, e no eclesiástico ao Patriarcado de Lisboa, pertencendo à Província da Estremadura. Tinha, na época, sete moradores.